# Luciliocline pickeringii
Luciliocline pickeringii là một loài thực vật có hoa trong họ Cúc. Loài này được (A.Gray) M.O.Dillon & Sagást. mô tả khoa học đầu tiên năm 2003.